# Антонов, Яков Андреевич
Яков Андреевич Антонов (1922—1980) — красноармеец Рабоче-крестьянской Красной Армии, участник Великой Отечественной войны, Герой Советского Союза (1943).

## Биография
Яков Антонов родился 22 ноября 1922 года в деревне Байроновка Тайшетского района Иркутской области в семье крестьянина. После окончания начальной школы и курсов трактористов в 1940 году Антонов устроился на работу трактористом в Тайшетской МТС. 18 января 1942 года он был призван на службу в Рабоче-крестьянскую Красную Армию, первоначально проходил службу на Дальнем Востоке.
С января 1943 года — на фронтах Великой Отечественной войны. Был пулемётчиком 109-го стрелкового полка 74-й стрелковой дивизии 13-й армии. Участвовал в боях на Брянском, Центральном, 1-м, 2-м и 3-м Украинском фронтах. Принимал участие в Курской битве на Белгородско-Курском направлении. В августе-сентябре 1943 года участвовал в Черниговско-Припятской операции, форсировании Десны, Днепра и Припяти. Во время Черниговско-Припятской операции особо отличился.
В одном из разведывательных поисков, форсировав Десну, Антонов обнаружил немецкую пулемётную точку, которую забросал гранатами, уничтожил двух пулемётчиков и захватил пулемёт. В сентябре 1943 года принимал активное участие в боях за овладение плацдармами на западных берегах Днепра и Припяти. В ходе боя у деревни Колыбань Брагинского района Гомельской области Белорусской ССР огнём из пулемёта уничтожил около 50 вражеских солдат и офицеров. Указом Президиума Верховного Совета СССР от 16 октября 1943 года за «проявленные в боях с немецко-фашистскими захватчиками мужество и героизм» красноармейцу Якову Антонову было присвоено звание Героя Советского Союза с вручением ордена Ленина и медали «Золотая Звезда» за номером 2159.
В ноябре 1943 года красноармеец Антонов участвовал в Киевской операции и освобождении Киева. В декабре 1943 года — январе 1944 года в составе 40-й армии он участвовал в Житомирско-Бердичевской операции и освобождении Белой Церкви. Впоследствии участвовал в Уманско-Ботошанской операции и форсировании рек Горный Тикич, Южный Буг, Прут. В 1944—1945 годах участвовал в Ясско-Кишинёвской операции, боях на территории Румынии, Белградской, Будапештской, Балатонской операциях, боях на территории Австрии.
В 1947 году Антонов был демобилизован, после чего вернулся в Иркутскую область. В 1947—1952 годах он работал мастером Тайшетского дорожно-строительного участка, в правоохранительных органах, пожарником.
Умер 14 июня 1980 года. Похоронен в родной деревне Байроновка.
Был также награждён орденами Красной Звезды, Славы 3-й степени, рядом медалей. За годы войны Антонов получил 10 благодарностей от Верховного Главнокомандующего.